# Phaeochrous intermedius
Phaeochrous intermedius är en skalbaggsart som beskrevs av Maurice Pic 1928. Phaeochrous intermedius ingår i släktet Phaeochrous och familjen Hybosoridae. Utöver nominatformen finns också underarten P. i. occidentalis.